# Parafia Nawiedzenia Najświętszej Maryi Panny w Suchej Beskidzkiej
Parafia Nawiedzenia NMP w Suchej Beskidzkiej – parafia rzymskokatolicka należąca do dekanatu Sucha Beskidzka archidiecezji krakowskiej. Została utworzona w 1614. Kościół parafialny wybudowany w 1908, w stylu neogotyckim, zaprojektowany przez Teodora Talowskiego. Konsekrowany w 1956.